# Slapeloze nachten (album)
Slapeloze Nachten is het vierde officiële album van The Opposites. 
Het album is uitgebracht op 10 mei 2013 onder het label Top Notch. Het nummer Belle Hélène is een cover van Doe Maar.

## Tracklist
| Nr. | Titel                    | Gastartiest(en)   | Lengte |
| --- | ------------------------ | ----------------- | ------ |
| 1   | Droom, denk, doe         |                   | 3:31   |
| 2   | Slapeloze nachten        |                   | 3:32   |
| 3   | Rollende steen           | Spasmatic         | 4:00   |
| 4   | Low key                  |                   | 3:12   |
| 5   | Belle Hélène (Rapversie) |                   | 3:05   |
| 6   | Sukkel voor de liefde    | Mr. Probz         | 3:27   |
| 7   | Welkom op 't feest       |                   | 3:56   |
| 8   | Blam blam                | Adje              | 2:55   |
| 9   | Hey DJ                   |                   | 3:18   |
| 10  | Je kan het niet          |                   | 3:16   |
| 11  | Held                     | Sef               | 4:34   |
| 12  | Fok anything             |                   | 4:46   |
| 13  | Laatste keer             |                   | 3:10   |
| 14  | Leef m'n leven           | Hydroboyz & Adje  | 3:44   |
| 15  | Op een level             |                   | 3:36   |
| 16  | Kickstart                | Faberyayo & Sjaak | 4:20   |
| 17  | Ga je lekker             |                   | 3:09   |
| 18  | Thunder                  | Yellow Claw       | 3:32   |
| 19  | Grenzeloos & vrij        | Spasmatic         | 3:55   |